# チョロ
チョロ（cholo）、チョラ（chola）とは、南アメリカのボリビア、チリ、ペルーなどの国で、インディオ及びメスティーソを指す言葉である（チョロは男性、チョラは女性に当たる）。メスティーソはスペイン語圏全般で混血児を表す言葉として用いられる言葉だが、特に中南米では白人とインディオの混血児を指す。一方、チョロはケチュアなど先住民として位置づけられている者をはじめ、インディオの特徴が強い人物を指す言葉である。

## 概要

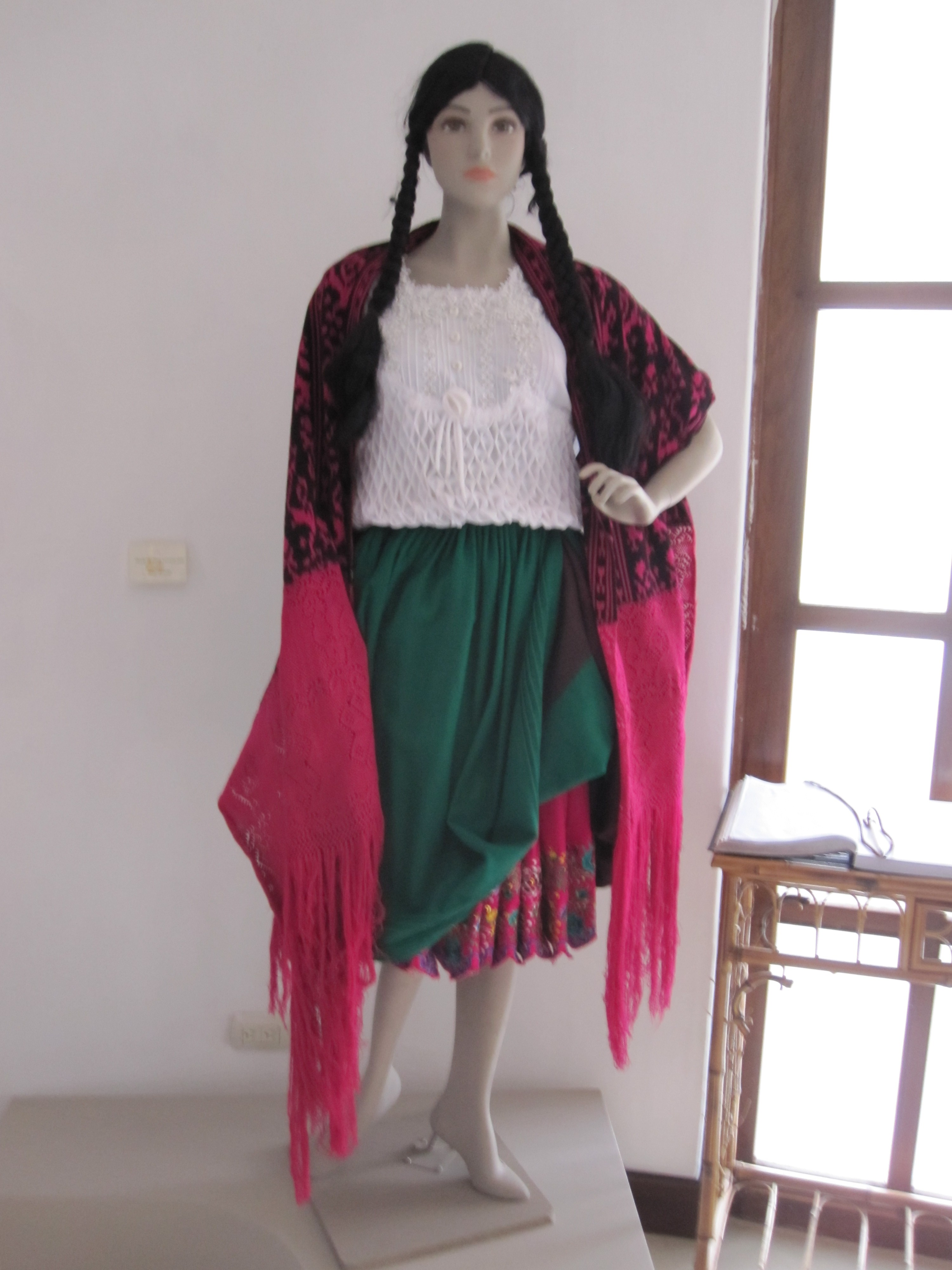
チョロの伝統的なドレス、クエンカナ

元々は18世紀頃、スペイン人の服装や言葉、生活様式などを取り入れて暮らすようになった人々（特にスペイン女性の恰好を真似た現地女性）を指して使われ始めた（チョロの語源は、スペイン語で「着飾った人」「素敵な人」という意味のチュロ (chulo)であるといわれるのはここに由来している）。このため、チョロを「都市化したインディオ」と説明することもある。この時代にはチョロはインディオに対する「上流階級」として位置づけられていたものと思われる。
現代においては、この頃の流行の服装を着続けている人たち（と、その家族）を指す言葉となった。この服装をした男性はあまりいなくなったが、女性は現代でも多くおり、若い女性はcholaの語尾に愛称をしめす-itaをつけて「チョリータ」(cholita)と呼ばれている。しかし近年では一概にはそうとは言えず、農村部の住民は古くからの風習を守り、ケチュア語など先住民系の言語を日常的に使用している地域もあるが、都市部の住民はスペイン語のみしか解さず、生活習慣も先住民系以外の者と大差のないことが少なくない。
先住民系の住民が国民の大半を占め、その多くが国の産業を労働者として支えているペルーやボリビアでは白人を中心とした富裕層に対する「庶民」としての意味合いも持つ語で、先住民としてのアイデンティティを示す語でもある。特に女性のチョロを指す「チョラ」や若年の女性を指す「チョリータ」は「女性」や「娘」とほぼ同じ意味で用いられており、歌謡曲などにも頻繁に登場する語である。恋人同士などが"Mi cholito", "Mi cholita"と呼び合うのは珍しいことではない（意味合い的には「私のチョリート（チョリータ）」よりもむしろ「あなた」や「君」などに近い）。
ペルーやボリビアでは学校教育が普及し、スペイン語を解さない先住民系の住民はほとんど存在せず、高等教育を受けて政財界で活躍する人物も珍しくはなく、いわゆる「チョロ」の中にはアレハンドロ・トレドやエボ・モラレスのように大統領職を務める人物も存在する。しかしながら、全般的には社会的地位の低い貧困層が大多数を占めており、このことが彼らに対する差別意識につながっている側面もある。
文化的には旧宗主国であるスペインと先住民の文化を融合させた独自の文化を担っている。いわゆる「フォルクローレ」として世界的に知られる音楽の担い手でもあるが、近年ではアヤクーチョを中心に現代音楽とワイノなど古来の音楽とをマッチさせた新しい音楽が発信され、その優れた担い手でもある。

## 差別語としてのチョロ
上記のように先住民の血を引く人物という意味で用いられる語であるが、長年白人と比べて差別的な待遇を受けたり、貧困な労働者層が大半を占めたりする事情もあり、「チョロ」という呼び名は「田舎者」や「貧乏人」という意味合いで侮蔑語として用いられることがある。
そのため、先住民系以外の者が用いる場合は、侮蔑的な意味合いが生じる恐れがあるため、普段の会話で用いられることはあまりない。これらの言葉の代わりに、褐色または浅黒い肌をした人をさす言葉である「モレーノ」(moreno)や「モレーナ」(morena)を用いることが多い。また、チョラの場合、その特徴的な服装から、「ポジェラの女性」 (señora de pollera)とも呼ばれる。

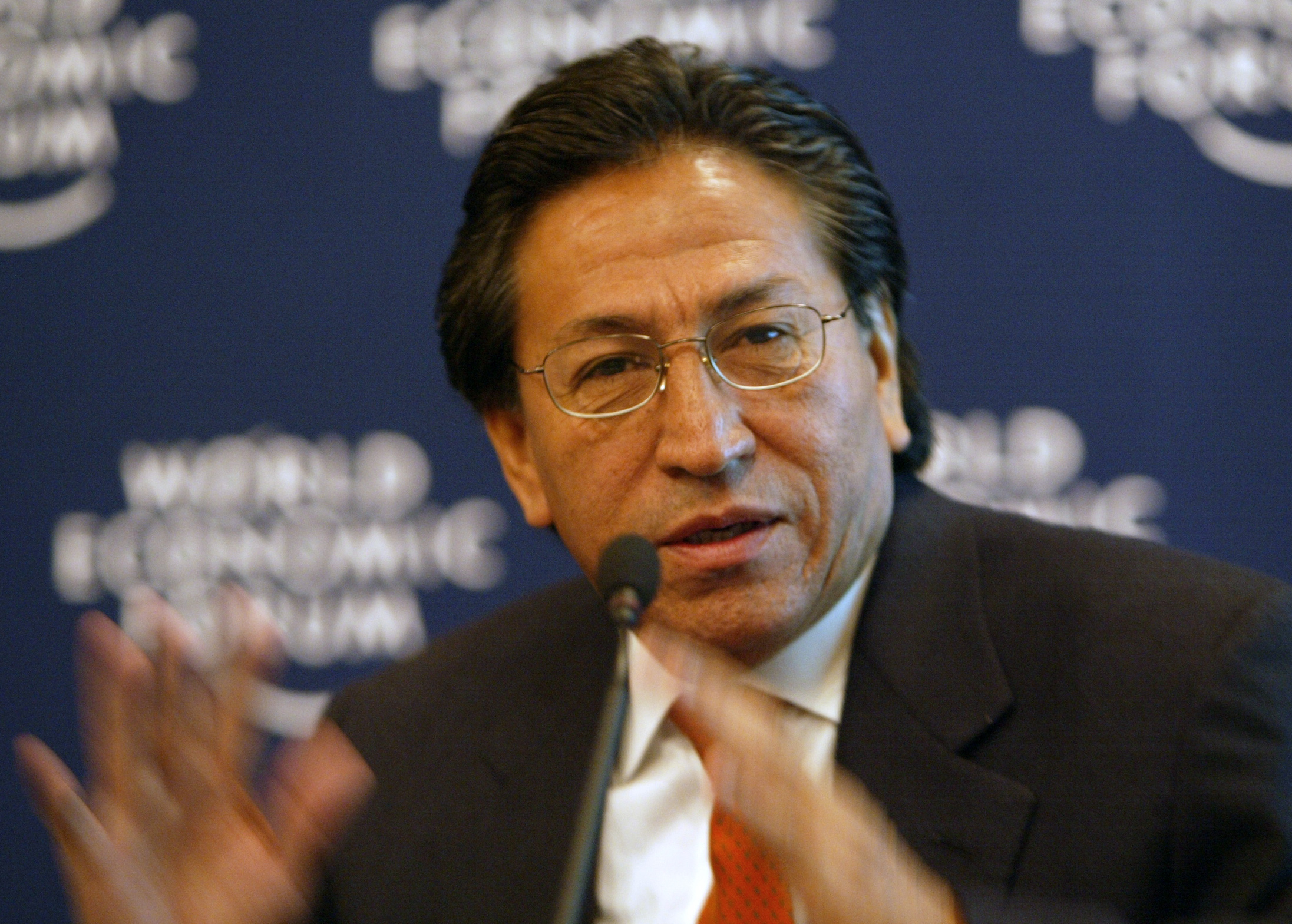
チョロと呼ばれたアレハンドロ・トレド元ペルー大統領

ペルーでアレハンドロ・トレドとアルベルト・フジモリが大統領職を争った際、「チョロ対チノの戦い」という言い方がなされたことがある（「チノ（chino）」は英語ではChineseとなり、中南米で東洋人全般を蔑んで呼ぶ言葉である）。
なお、北米（特にアメリカ合衆国）においては、「チョロ」はメキシコ人を祖先に持つ合衆国生まれの人を激しく侮蔑する言葉とされている。特に、メキシコ出身者のギャングを指す隠語として1970年代から1980年代頃によく使われた。ステレオタイプ的にチノ・パンツをはき、ノースリーブのシャツを着て、しばしば入れ墨をしている」人を指し示す。